# Vukašin Jovanović
Vukašin Jovanović (Servisch: Вукашин Јовановић) (Belgrado, 17 mei 1996) is een Servisch voetballer die doorgaans speelt als centrale verdediger. In juli 2025 verliet hij FK Čukarički.

## Clubcarrière
Jovanović speelde in de jeugdopleiding van Rode Ster Belgrado en brak ook door bij die club. Onder leiding van coach Slaviša Stojanovič speelde de verdediger zich in het eerste elftal van de club en in het seizoen 2014/15 maakte hij zijn professionele debuut. Na twee doelpunten uit negentien competitieduels in de eerste helft van de jaargang 2015/16 nam Zenit Sint-Petersburg de Serviër over voor circa twee miljoen euro. Bij de Russische club zette Jovanović zijn handtekening onder een verbintenis voor de duur van vierenhalf jaar. Bij Zenit speelde hij geen enkele keer in het eerste elftal en de centrumverdediger moest het doen met optredens bij de beloften. Eind januari 2017 huurde Girondins de Bordeaux Jovanović tot het einde van het seizoen 2016/17. Na acht gespeelde competitiewedstrijden in Frankrijk, besloot Girondins hem definitief over te nemen. Met de overgang was circa drie miljoen euro gemoeid en de Serviër tekende voor vier jaar in Bordeaux. Na een half seizoen nam Eibar hem voor een halfjaar op huurbasis over. Medio 2021 verkaste de Serviër transfervrij naar Apollon Limasol. Jovanović keerde in juli 2023 bij FK Čukarički terug in Servië.

## Clubstatistieken
| Seizoen | Club                    | Competitie       | Competitie | Competitie | Beker | Beker | Internationaal | Internationaal | Totaal | Totaal |
| Seizoen | Club                    | Competitie       | Wed.       | Dlp.       | Wed.  | Dlp.  | Wed.           | Dlp.           | Wed.   | Dlp.   |
| ------- | ----------------------- | ---------------- | ---------- | ---------- | ----- | ----- | -------------- | -------------- | ------ | ------ |
| 2014/15 | Rode Ster Belgrado      | Superliga        | 13         | 0          | 0     | 0     | —              | —              | 13     | 0      |
| 2015/16 | Rode Ster Belgrado      | Superliga        | 19         | 2          | 2     | 0     | 1              | 0              | 22     | 2      |
| 2015/16 | Zenit Sint-Petersburg   | Premjer-Liga     | 0          | 0          | 0     | 0     | 0              | 0              | 0      | 0      |
| 2016/17 | Zenit Sint-Petersburg   | Premjer-Liga     | 0          | 0          | 0     | 0     | 0              | 0              | 0      | 0      |
| 2016/17 | → Girondins de Bordeaux | Ligue 1          | 8          | 0          | 1     | 0     | —              | —              | 9      | 0      |
| 2017/18 | Girondins de Bordeaux   | Ligue 1          | 16         | 0          | 0     | 0     | 0              | 0              | 16     | 0      |
| 2017/18 | → Eibar                 | Primera División | 0          | 0          | 0     | 0     | —              | —              | 0      | 0      |
| 2018/19 | Girondins de Bordeaux   | Ligue 1          | 16         | 0          | 2     | 0     | 1              | 0              | 19     | 0      |
| 2019/20 | Girondins de Bordeaux   | Ligue 1          | 9          | 0          | 2     | 0     | —              | —              | 11     | 0      |
| 2020/21 | Girondins de Bordeaux   | Ligue 1          | 0          | 0          | 1     | 0     | —              | —              | 1      | 0      |
| 2021/22 | Apollon Limasol         | A Divizion       | 11         | 0          | 1     | 0     | —              | —              | 12     | 0      |
| 2022/23 | Apollon Limasol         | A Divizion       | 16         | 0          | 1     | 0     | 4              | 0              | 21     | 0      |
| 2023/24 | FK Čukarički            | Superliga        | 24         | 0          | 1     | 0     | 2              | 0              | 27     | 0      |
| 2024/25 | FK Čukarički            | Superliga        | 24         | 0          | 1     | 0     | —              | —              | 25     | 0      |
| Totaal  | Totaal                  | Totaal           | 156        | 2          | 12    | 0     | 8              | 0              | 176    | 2      |

Bijgewerkt op 18 augustus 2025.

## Erelijst
| Competitie      |       |         |
| Aantal          | Jaren |         |
| Apollon Limasol |       |         |
| A Divizion      | 1     | 2021/22 |
| Servië –20      |       |         |
| WK –20          | 1     | 2015    |